# Roland Garros (osoba)
Roland Garros (Saint-Denis, Réunion, 6. listopada 1888. - pored gradića Vouizers 25. listopada 1918.), francuski avijatičar. 
Roland Garros bio je avijatičar u ranom dobu, kako francuskog, tako i svjetskog zrakoplovstva. Najviše je u povijesti ostao upamćen po svojoj hrabrosti iskazanoj u Prvom svjetskom ratu kao vojni pilot.

## Životopis
Garros je rođen u gradu Saint-Denis na otoku Réunion.
Već prije Prvog svjetskog rata je bio zapažen pilot. 1913. je postao slavan zahvaljujući prvom neprekinutom letu preko Sredozemnog mora. Iduće godine se pridružio francuskoj vojsci. nakon nekoliko odrađenih misija za vojsku, shvatio je da je istodobno letenje i pucanje preteško, pa je pričvrstio automatsku pušku (mitraljez) na prednji dio svog borbenog zrakoplova. Tako je sebi olakšao ciljanje i pogađanje protivnika. A da zaštiti propeler od neprijateljskih metaka, na njega je pričvrstio klinove. Dana 1. travnja 1915. je počeo rušiti njemačke avione. U kratkom roku ih je srušio tri, te je stekao izvrstan ugled.
Dana 18. travnja 1915., Garros je srušen i odvučen na njemački dio ratišta. Iz zarobljeništva je uspio pobjeći tek nakon tri godine (1918.) Čim je pobjegao, prijavio se u francusku vojsku još jednom. No, 25. listopada 1918., opet je srušen pored gradića Vouizers, u Ardenima. Ovaj put s tragičnim posljedicama. 
Roland Garros pogrešno je nazvan prvakom svjetskim asom borbenog zrakoplovstva. Doduše, srušio je tri protivnička zrakoplova, no čast da ga se zove prvakom pripada jednom drugom Francuzu, Adolpheou Pégoudu. Svejedno, Garros je i do danas ostao zapamćen po svojim bravuroznim zrakoplovnim podvizima.
Roland Garros je diplomirao na HEC Paris 1908.

## Mjesta koja su dobila ime po Garrosu
U 20-im godinama 20. stoljeća, teniski stadion je dobio ime po Garrosu (Stade de Roland Garros). Na tom stadionu se održava Grand Slam turnir, French Open, još zvan, naravno, Roland Garros.
Na otoku Réunion, međunarodna zračna luka je nazvana po njemu.

## Zanimljivosti
Iako je po njemu dobio ime jedan od najvećih svjetskih teniskih turnira, Roland Garros tijekom svog života nikada nije igrao natjecateljski tenis! Iako se često bavio športom, pa je zabilježeno da je bio i prvak Francuske u biciklizmu 1906. godine, tenis je igrao samo rekreativno, i nikad nije nastupio na niti jednom turniru.